# Шенкурская операция
Шенкурская операция (19—25 января 1919) — наступательная операция 6-й армии Северного фронта (ком. А. А. Самойло, члены РВС — Н. Н. Кузьмин, А. М. Орехов и М. К. Ветошкин) и партизан против белогвардейских и американо-канадских войск во время Гражданской войны в России.
24 января красноармейцы вышли на подступы к Шенкурску. Одновременно партизаны Северо-Двинского отряда в тылу противника атаковали небольшой американский гарнизон селе Шеговары. В ночь с 24 на 25 января вражеский гарнизон Шенкурска, бросив всю боевую технику, бежал по лесным тропам на север. 25 января красноармейцы заняли Шенкурск, захватив большие военные склады, 15 орудий, 60 пулемётов и 2000 винтовок. В результате Шенкурской операции противник был отброшен на 90 км на север. Созданы предпосылки для полного поражения белогвардейцев на Северном фронте.
Очевидец тех событий волонтёр благотворительной организации YMCA Ральф Альбертсон вспоминал о тех событиях: 
19 января 1919 года началось большое сражение. Армия большевиков численностью пять тысяч человек атаковала Усть-Паденьгу. У них было в три-четыре раза больше оружия, чем у нас, включая дальнобойную артиллерию, которая была далеко за пределами досягаемости наших орудий. У них было прекрасное наблюдение за нашими позициями, и телефонный кабель уходил в наш тыл. Они обстреляли каждую казарму, вверх по одной стороне улицы и вниз по другой. Мы ничего не могли утаить от врага, и были у него как на ладони. Затем подошла их пехота в идеальном белом камуфляже и с превосходным боевым духом, с пулемётами и пом помами (мелкокалиберные пушки Маклина). Наши  люди отбросили их назад и удерживали несколько дней, пока английское командование не приказало отступать к Шенкурску. Один взвод из сорока человек потерял тридцать два человека, и каждый из оставшихся в живых в этом маленьком отряде в течение той ужасной недели должен был выполнять работу за десятерых. Сражаясь на протяжении всего пути назад, рота "А" 339 американского пехотного полка и 38 батарея центрального отделения канадской полевой артиллерии в ночь на 25 января пробрались в Шенкурск потеряв две пушки. В тот день Шенкурск был обстрелян с четырёх сторон, и и мы знали, что окружены, хотя пехота большевиков здесь не атаковала. Подкрепления не было. Некоторые наши русские солдаты перешли на сторону врага. Если бы нас стали осаждать, никакой надежды на помощь с севера не было бы. Ничто не мешало врагу с его большими пушками превратить Шенкурск в руины. Здесь у нас была рота "С", а также рота "А", и мы были уверены, что сможем сдержать большевистскую пехоту в любом количестве, но их артиллерия разбила бы нас, потому что превосходила нас по дальнобойности.
Участник боёв под Шенкурском, красноармеец 156 полка РККА Быков Александр Семёнович вспоминал: 
Победу можно было одержать с меньшей потерей людей, если бы обойти противника (Усть-Паденьга) с правого фланга и отрезать ему путь отступления, захватив деревню Осиново, как это предполагалось в первом не состоявшемся наступлении на Усть-Паденьгу.
Шенкурск находится в стороне от тракта Архангельск-Вологда, за Вагой в 5-6-ти километрах. Ещё до атаки было известно, что неприятель оставил город без боя - зачем же было группироваться в Шенкурске всем трём сводным наравлениям, а не преследовать его, отрезав пути отступления через Едемский перевоз. В книге "Северные орлы" М. Сбойчков пишет: "конники Хаджи Мурата и отряд моряков, преследуя бежавших как паровоз, вернулись потому что сугробы по сёдла". Никаких сугробов не было, иначе противник не мог бы бежать как паровоз. Верно то, что первым выехал за отступающими отряд Хаджи Мурата, и то после задержки в Шенкурске.
Ошибка сказалась тяжёлыми последствиями.